# International Wizard of Oz Club
The International Wizard of Oz Club, Inc.,  est un club fondé en 1957 par Justin G. Schiller, alors âgé de 13 ans. Les quatorze membres fondateurs, dont certains ont activement continué à participer au club depuis, provenaient d'une liste de diffusion retrouvée dans les papiers de Jack Snow, décédé en juillet 1956. Schiller avait eu l'occasion de discuter avec lui à plusieurs reprises des travaux de Baum sur le pays d'Oz.

## Membres
L'organisation compte aujourd'hui 1300 membres à travers le monde ; ses adhérents sont des enfants anglophones apprenant à lire avec les livres sur le pays d'Oz, ou des adultes responsables des publications annuelles des romans de Baum et Thompson. Ses membres comprennent aussi bien des lecteurs de Baum que des téléspectateurs du film Le magicien d'Oz de Flemming (1939).
Parmi les membres remarquables (passés ou présents) :
- Ray Bradbury, romancier américain, auteur notamment des Chroniques martiennes,
- Martha Coolidge, cinéaste américaine,
- Rachel Cosgrove Payes,
- Margaret Hamilton, actrice américaine, notamment connue pour avoir jouée la méchante sorcière de l'Ouest dans le film de Flemming (1939),
- Michael Patrick Hearn, romancier américain, ayant rédigé Thé Annotated Wizard of Oz,
- Eloise Jarvis McGraw, auteur de nombreux livres pour enfants,
- Bronson Pinchot, organisateur des réunions dans les années 1970,
- Edward Wagenknecht, enseignante américaine, et critique littéraire,
- Meinhardt Raabe, un des acteurs Munchkin dans le film de Flemming,
- Fred M. Meyer, un membre fondateur, pendant plusieurs années secrétaire du club.

## Action

### Publications
La principale publication du club est le journal The Baum Bungle, dont la première publication fut lancée en juin 1957 par Schiller qui dupliquait les numéros sur le miméographe de ses parents[réf. nécessaire]. Le journal comporte essentiellement des articles sur les auteurs des livres sur le pays d'Oz, des analyses critiques sur les personnages, et des informations d'actualité en relation avec Oz. Il parait actuellement trois fois par année, et a été reconnu depuis 1983 comme journal scolaire par le Modern Language Association. En hiver 2005, pas moins de 144 numéros ont paru depuis son lancement. De plus, le nombre de pages d'un numéro a doublé.
Le club a aussi publié de nombreux livres rares de Baum, dont Animal Fairy Tales, Aunt Jane's Nieces, et Twinkle and Chubbins. Il a aussi publié deux romans sur le pays d'Oz écrits par Ruth Plumly Thompson, et ceux écrits par Rachel Cosgrove  t par le duo Eloise Jarvis McGraw et Lauren Lynn McGraw. En 2000, il parut son premier livre sur le pays d'Oz non relié au travail original de Baum : The Hidden Prince of Oz de Gina Wickwar, illustrée par Anna-Maria Cool.

### Réunions
Les membres du club organisent habituellement trois réunions chaque année dans les États-Unis, surnommés en référence aux lieux du pays d'Oz :
- La réunion Munchkin (east), qui a lieu à Princeton,
- La réunion Winkie (west), qui a lieu à Pacific Grove en Californie,
- La réunion Ozmopolitan (central), qui a lieu dans l'Illinois.

Il existe aussi de petits rassemblements :
- South Winkie, initialement appelé Yips mais l'appellation fut rejetée après une réunion sous ce nom,
- Quadling,
- Gillikin ou Ozcanabans, rencontre dans la maison de Fred M. Meyer, et  restaurant à Escanaba.

Les réunions sont des programmes scolaires comportant des cours, des exposés, et des lectures. Sont aussi étudiés les films sur le pays d'Oz.